# 白土镇 (栾川县)
白土镇，是中华人民共和国河南省洛陽市栾川县下辖的一个乡镇级行政单位。

## 行政区划
白土镇下辖以下地区：
马超营村、椴树村、铁岭村、歇脚店村、马安村、白土村、康山村、桷树庙村、草庙河村、蔺沟村、王梁沟村和均地沟村。

## 官方网站
- 栾川县白土镇人民政府 （页面存档备份，存于）